# دورمير اندروز
دورمير اندروز (بالإنجليزية: Dormer Andrews)‏ هو قاضي أسترالي، ولد في 8 أبريل 1919 في بريزبان في أستراليا، وتوفي في 28 أبريل 2004.